# Misticismo

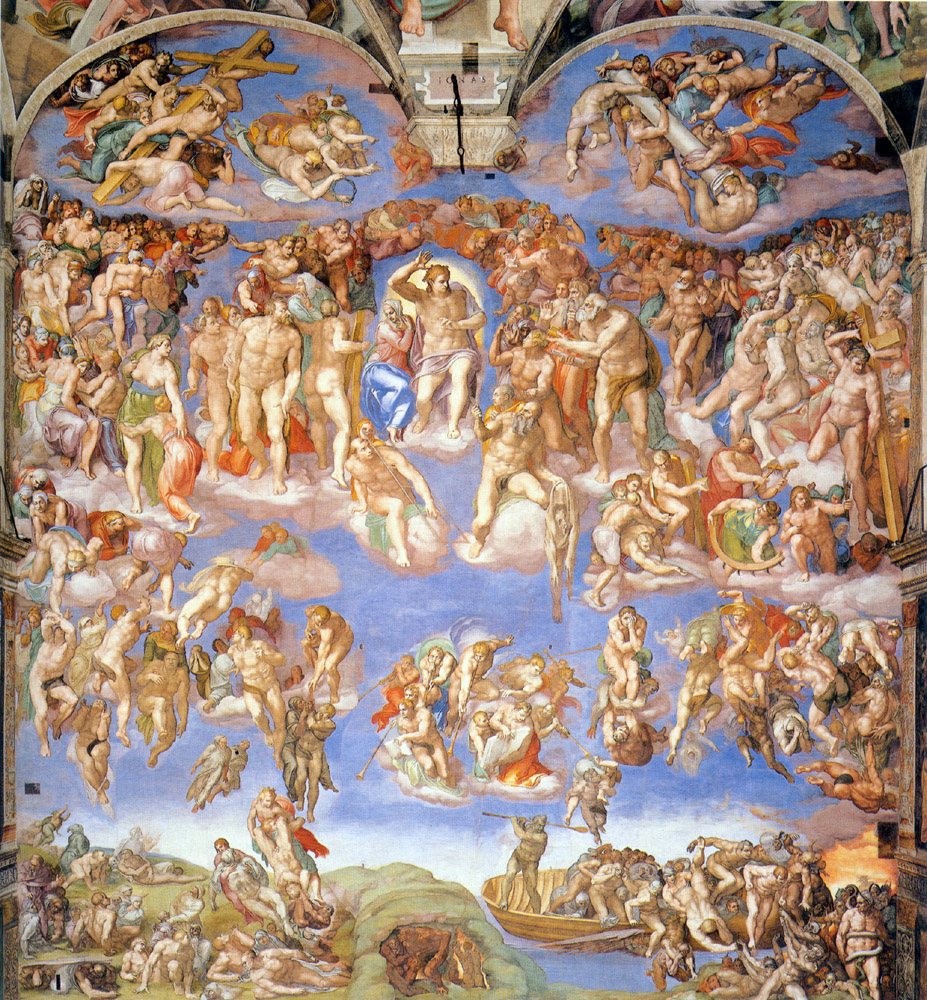
A interpretação de Michelangelo sobre o Céu.

Misticismo (do grego μυστικός, transliterado mystikos, "um iniciado em uma religião de mistérios") é o contato com uma verdade espiritual, divindade ou Deus através da experiência direta ou intuitiva.
No livro de Jakob Böhme "O Príncipe dos Filósofos Divinos", o misticismo se define como um tipo de religião que enfatiza a atenção imediata da relação direta e íntima com Deus, ou com a espiritualidade, com a consciência da Divina Presença. É a religião em seu mais apurado e intenso estágio de vida. O iniciado que alcançou o "segredo" é chamado um "místico". Os antigos cristãos empregavam a palavra "contemplação" para designar a experiência mística.
"O místico é aquele que aspira a uma união pessoal ou a unidade com o Absoluto, que ele pode chamar de Deus, Cósmico, Mente Universal, Ser Supremo, etc. (Lewis, Ralph M)"

## Visão geral
A palavra "místico" foi empregada pela primeira vez no Mundo Ocidental nos escritos atribuídos a Dionysius, o Areopagite, que apareceu no final do século V. Dionysius empregou a palavra para expressar um tipo de "teologia", mais do que uma experiência. Para ele e para muitos intérpretes, desde então, o misticismo tem se baseado em uma teoria ou sistema religioso que concebe Deus como absolutamente transcendente, além da Razão, do pensamento, do intelecto e de todos os processos mentais.
A palavra, desde então, tem sido usada para os tipos de "conhecimento" esotérico e teosófico, não suscetíveis de verificação. A essência do misticismo é a experiência da comunicação direta com Deus.
A palavra "misticismo" tem origem no termo grego μυστικός = "iniciado" (nos Mistérios de Elêusis, μυστήρια = "mistérios", referindo-se as "Iniciações"). É a busca para alcançar comunhão ou identidade consigo mesmo, com o divino, com a Verdade espiritual, ou com Deus através da experiência direta, intuição ou insight; e a crença de que tal experiência é uma fonte importante de conhecimento, entendimento e sabedoria. As tradições podem incluir a crença na existência literal de realidades empíricas, além da percepção, ou a crença de que uma "verdadeira" percepção humana do mundo transcende o raciocínio lógico ou a compreensão intelectual.
O termo "misticismo" é, frequentemente, usado para se referir a crenças que são externas a uma religião ou corrente principal, mas relacionadas ou baseadas numa doutrina religiosa da corrente principal. Por exemplo, Kabala é a seita mística dominante do judaísmo, sufismo é a seita mística do Islã e gnosticismo refere geralmente a várias seitas místicas que surgiram como alternativas ao cristianismo. Enquanto religiões do Oriente tendem a achar o conceito de misticismo redundante, e o conhecimento tradicional e ritual são considerados como esotéricos: por exemplo, vajrayana e budismo.

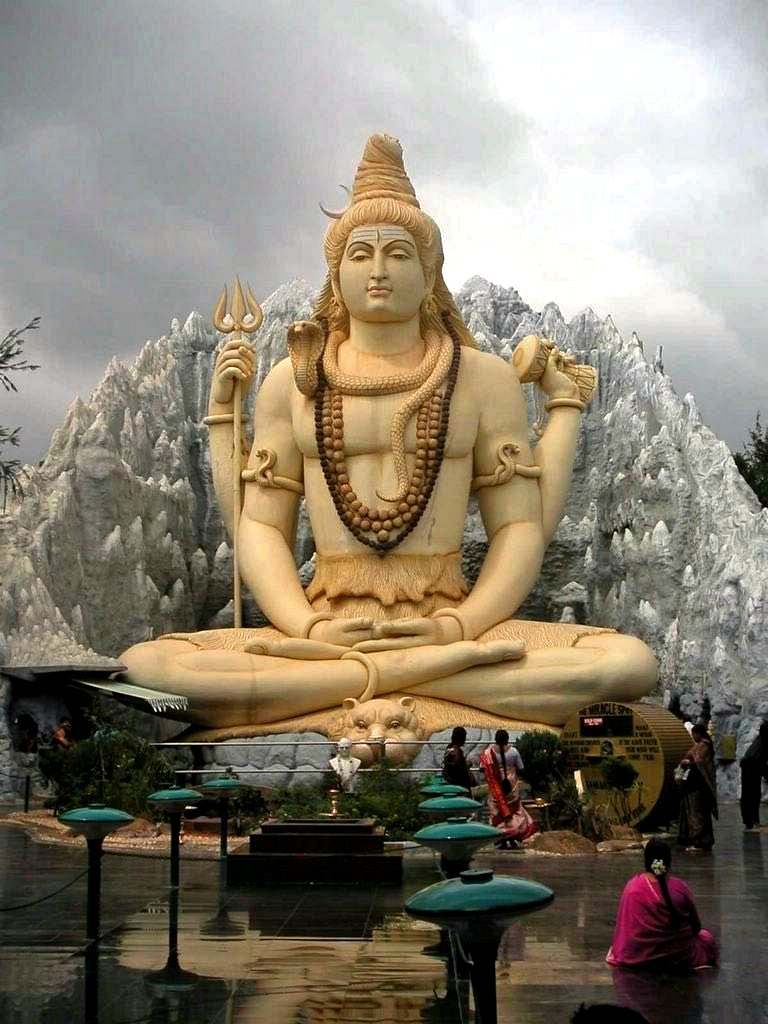
Uma grande estátua em Bangalore retratando Shiva meditando

### Definições
Uma definição de misticismo não poderia ser ao mesmo tempo significativa e de abrangência suficiente para incluir todos os tipos de experiências, que têm sido descritas como "místicas".
Por definição natural, misticismo é a crença através da prática, estudo e aplicação das leis que unem o homem à Natureza.
Desta forma, a mística se distingue da religião por referir-se à experiência direta com o divino, transcendendo sem a necessidade de intermediários.

### Na teologia
Conjunto de práticas religiosas que levam à contemplação dos atributos divinos. Estado natural ou disposição para as coisas místicas, religiosas; religiosidade.

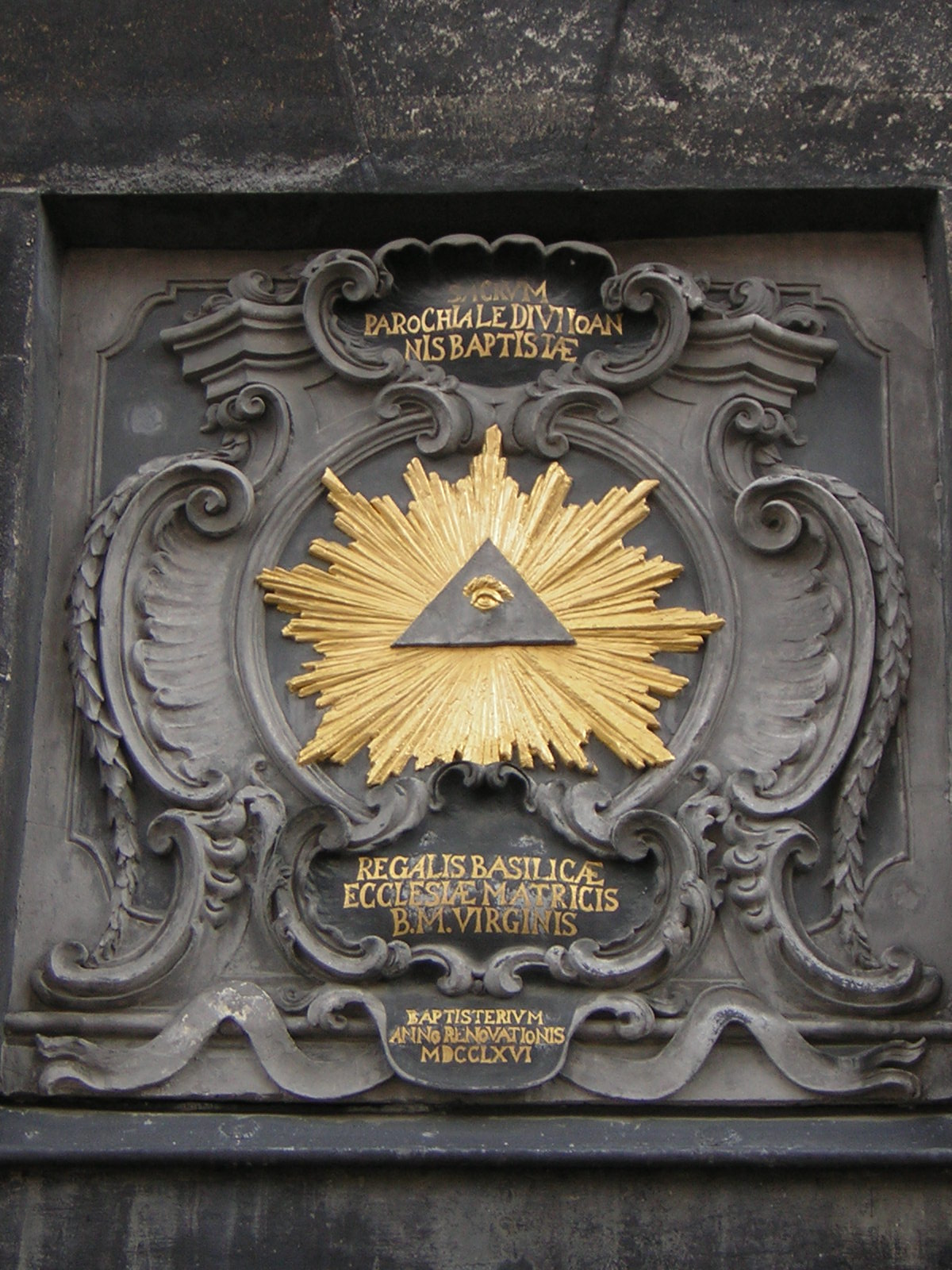
O "Olho que tudo vê" ou Olho da Providência que aparece na torre da Catedral de Aachen.

## História do termo

### Mundo helenístico
No mundo helenístico, a palavra "místico" se referia a rituais religiosos secretos, como os Mistérios de Elêusis. O uso do termo não tinha ligações diretas com o transcendental. Um mystikos era um iniciado em uma religião de mistério.

### Cristianismo primitivo
No cristianismo primitivo, a palavra mystikos se referia a três dimensões, que logo se confundiramː a bíblica, a litúrgica e a espiritual ou contemplativa. A dimensão bíblica se refere a interpretações alegóricas ou secretas da Bíblia. A dimensão litúrgica se refere ao mistério litúrgico da eucaristia, ou seja, à presença de Cristo na eucaristia. A terceira dimensão é o conhecimento experimental ou contemplativo de Deus.
Até o século VI, o termo grego theoria, significando "contemplação" em latim, era usado para a interpretação mística da Bíblia. A ligação entre misticismo e a visão do divino foi introduzida pelos primeiros Padres da Igreja, que usavam o termo como um adjetivo, como em "teologia mística" e "contemplação mística". Sob a influência do Pseudo-Dionísio, o Areopagita, a teologia mística passou a significar a investigação da verdade alegórica da Bíblia, e "a consciência espiritual do Absoluto inefável além da teologia dos nomes divinos". A teologia negativa do Pseudo-Dionísio exerceu uma grande influência na religiosidade monástica medieval. Ela foi influenciada pelo neoplatonismo, e foi muito influente na teologia da Igreja Ortodoxa. No cristianismo ocidental, foi uma contracorrente à teologia que prevaleceu, a teologia positiva.
Theoria permitiu que os Padres da Igreja percebessem camadas de sentido na Bíblia que escapavam a uma abordagem puramente científica ou empírica à interpretação. Os Padres de Antioquia, em particular, viram um duplo sentido (literal e espiritual) em todas as passagens da Escritura.
Posteriormente, theoria ou contemplação passou a se distinguir da vida intelectual, levando θεωρία ou contemplatio a se identificar com uma forma de oração distinta da oração discursiva do Oriente e do Ocidente.

### Sentido medieval
Esse triplo sentido de "místico" continuou na Idade Média. De acordo com Dan Merkur, a expressão unio mystica surgiu no século XIII como um sinônimo para "casamento espiritual", ou êxtase, que era experimentado quando a oração era usada "para contemplar tanto a onipresença de Deus no mundo quanto Deus em sua essência". Sob a influência do Pseudo-Dionísio, o Areopagita, a teologia mística passou a denotar a investigação da verdade alegórica da Bíblia, e "a consciência espiritual do Absoluto inefável além da teologia dos nomes divinos". A teologia negativa do Pseudo-Dionísio exerceu uma grande influência na religiosidade monástica medieval, embora ela fosse uma religiosidade predominantemente masculina, pois não era permitido que as mulheres estudassem. Ela foi influenciada pelo neoplatonismo, e foi muito influente na teologia da Igreja Ortodoxa. No cristianismo ocidental, foi uma contracorrente à teologia que prevaleceu, a teologia positiva. É mais conhecida atualmente no mundo ocidental graças a Mestre Eckhart e a João da Cruz.

### Sentido moderno inicial
Nos séculos XVI e XVII, "misticismo" passou a ser usado como um substantivo. Essa mudança se ligou a um novo discurso, no qual ciência e religião eram separadas.
Martinho Lutero dispensou a interpretação alegórica da Bíblia, e condenou a teologia mística, que ele via mais como platônica do que cristã. O místico, enquanto procura pelo significado oculto dos textos, se tornou secularizado, e também associado com a literatura, em oposição à ciência e à prosa.
A ciência também se distinguiu da religião. Por volta de meados do século XVII, o místico passou a ser aplicado apenas ao âmbito religioso, separando religião e "filosofia natural" como duas abordagens distintas da descoberta do sentido oculto do universo. As hagiografias tradicionais e os escritos dos santos passaram a ser designados como "místicos", indo de virtudes e milagres até experiências extraordinárias e estados mentais, criando por conseguinte a nova expressão "tradição mística". Uma nova compreensão do divino como residindo dentro do ser humano, uma essência além da variedade das expressões religiosas.

### Sentido contemporâneo
O século XIX viu uma crescente ênfase na experiência individual, como uma defesa contra o crescente racionalismo da sociedade ocidental. O significado de "misticismo" foi consideravelmente reduzidoː

A competição entre perspectivas da ciência e da teologia resultou num compromisso no qual a maior parte das variedades do que era tradicionalmente chamado de misticismo foi rejeitado como meramente fenômeno psicológico, e apenas uma variedade, que visava à união com o Absoluto, o Infinito, ou Deus -e consequentemente a percepção da sua unidade essencial - foi tido como genuinamente místico. A evidência histórica, no entanto, não apoia tal concepção estreita de misticismo.
Sob a influência da filosofia perene, que se popularizou tanto no oriente quanto no ocidente pelo unitarismo, transcendentalismo e teosofia, o termo "misticismo" foi aplicado a um amplo espectro de tradições religiosas, no qual todos os esoterismos e tradições e práticas religiosas são reunidos. O termo "misticismo" foi estendido para fenômenos comparáveis em religiões não cristãs, onde ele influenciou a resposta do budismo e do hinduísmo ao colonialismo, resultando no neovedanta e no modernismo budista.
No uso contemporâneo, o termo "misticismo" se tornou um termo generalista para vários tipos de visões de mundo não racionais, parapsicologia e pseudociência. William Harmless chega a afirmar que o misticismo se tornou "um termo genérico para esquisitice religiosa". Dentro do estudo acadêmico de religião, a "inequívoca convergência" se tornou "opaca e controversa". O termo "misticismo" está sendo usado de maneiras diferentes em diferentes tradições. Alguns chamam a atenção para a fusão entre misticismo e termos correlatos, como espiritualidade e esoterismo, e apontam as diferenças entre várias tradições.

## Variações de misticismo
Baseado em várias definições de misticismo, principalmente misticismo como uma experiência de união ou de vazio, misticismo como um estado alterado de consciência que é adquirido de uma forma religiosa, misticismo como uma visão ou intuição, e misticismo como uma via de transformação, misticismo pode ser encontrado em várias culturas e tradições religiosas, tanto em religiões populares quanto em religiões organizadas. Essas tradições incluem práticas que induzem a experiências místicas ou religiosas, mas também padrões éticos e práticas para fortalecer o autocontrole e integrar a experiência mística na vida diária.
Dan Merkur observa, no entanto, que as práticas místicas são sempre separadas das práticas religiosas diárias, e são restritas a "especialistas religiosos como monges, sacerdotes e renunciantes".

### Misticismo ocidental

#### Religião de mistérios
Os mistérios de Elêusis eram cerimônias anuais de iniciação aos cultos de Deméter e Perséfone. Eram realizados secretamente em Elêusis, perto de Atenas, na Grécia Antiga. Os mistérios começaram por volta de 1600 a.C., na civilização micênica, e continuaram por 2 000 anos, se tornando um grande festival durante o período helenístico, e posteriormente se expandindo para Roma. Numerosos acadêmicos propuseram que o poder dos mistérios de Elêusis vinha da ingestão da bebida ciceona (kykeon) como substância enteógena.

#### Misticismo cristão

##### Cristianismo primitivo
A teologia negativa do Pseudo-Dionísio, o Areopagita (século VI), exerceu uma grande influência na religiosidade monástica medieval, tanto no oriente quanto (por tradução para o latim) no ocidente. O Pseudo-Dionísio aplicou o pensamento neoplatônico, particularmente o de Proclo, à teologia cristã.

##### Cristianismo ortodoxo
A Igreja Ortodoxa possui uma longa tradição de theoria (experiência íntima) e hesychia (quietude interior), na qual a oração contemplativa silencia a mente para se progredir no caminho da theosis (deificação).
Theosis, unidade prática e conformidade com Deus, é obtida pelo engajamento na oração contemplativa, o primeiro estágio de theoria, que resulta do cultivo de vigilância (nepsis). Em theoria, se contemplam as "divisivelmente indivisíveis" operações divinas (energeia) como a "luz incriada" da transfiguração de Jesus, uma graça que é eterna e procede naturalmente da escuridão ofuscante da incompreensível essência divina. É o principal objetivo do hesicasmo, que se desenvolveu no pensamento de Simão, o Novo Teólogo, abraçado pelas comunidades monásticas do Monte Atos, e defendido principalmente por Gregório Palamas contra o filósofo humanista grego Barlaão de Seminara. De acordo com críticos da Igreja Católica, a prática do hesicasmo tem suas raízes na introdução de uma abordagem prática sistemática do quietismo por Simão, o Novo Teólogo.
Simão acreditava que a experiência direta dava, aos monges, autoridade para pregar e absolver pecados, sem a necessidade de ordenação formal. Enquanto as autoridades da Igreja também ensinavam de uma perspectiva filosófica e especulativa, Simão ensinava a partir de sua própria experiência mística individual, e encontrou grande resistência à sua abordagem carismática e ao seu apoio à experiência individual da graça de Deus.

##### Europa ocidental
A alta Idade Média viu o florescimento da prática mística e da teorização no catolicismo romano ocidental, correspondendo ao florescimento de novas ordens monásticas, com figuras como Guigo II, Hildegarda de Bingen, Bernardo de Claraval e as vitorinas, todos vindos de diferentes ordens, assim como o primeiro real florescimento da piedade popular entre o público leigo.
A baixa Idade Média testemunhou o embate entre as escolas de pensamento dominicana e francisca, que também foi um conflito entre duas teologias místicasː de um lado, Domingos de Gusmão; do outro, Francisco de Assis, Santo António de Lisboa, Boaventura e Ângela de Foligno. Esse período também viu indivíduos como Jan van Ruusbroec, Catarina de Siena e Catarina de Gênova, a Devotio Moderna, e livros como Theologia Germanica, A Nuvem do Não Saber e A Imitação de Cristo.
Além disso, houve o crescimento de grupos de místicos centrados em regiões geográficasː as beguinas, como Matilda de Magdeburgo e Hadewijch de Antuérpia; os místicos renanos Mestre Eckhart, Johann Tauler e Henrique Suso; e os místicos ingleses Richard Rolle, Walter Hilton e Juliana de Norwich. Entre os místicos espanhóis, incluem-se Teresa de Ávila, João da Cruz e Inácio de Loyola.
O posterior período pós-Reforma Protestante também viu os escritos de visionários leigos como Emanuel Swedenborg e William Blake, e a fundação de movimentos místicos como os Quaker. O misticismo católico continuou no período moderno com figuras como Padre Pio e Thomas Merton.
A Filocália, um antigo método místico da Igreja Ortodoxa, foi promovido pela escola perenialista, do século XX. A obra supostamente psicografada Um Curso em Milagres representa uma mistura de ideias cristãs não denominacionais e da Nova Era.

#### Esoterismo ocidental e espiritualidade moderna
Muitas tradições esotéricas ocidentais e elementos de espiritualidade moderna foram chamados de "misticismo", como o gnosticismo, o quarto caminho, o transcendentalismo, a teosofia e o neopaganismo. A espiritualidade ocidental moderna e a psicologia transpessoal combinam práticas psicoterapêuticas ocidentais com práticas religiosas como meditação para obter uma transformação duradoura. O misticismo natural é uma intensa experiência de unificação com a natureza ou com a totalidade cósmica, e era popular entre os escritores românticos.

### Misticismo judaico
Na era comum, o judaísmo adquiriu dois tipos principais de misticismoː merkabah e cabala. O primeiro precedeu o segundo, e focava em visões, particularmente as mencionadas no livro de Ezequiel. Deriva seu nome da palavra hebraica que significa "carruagem", uma referência à visão de Ezequiel de uma carruagem de fogo composta por seres celestiais.
A cabala é um conjunto de ensinamentos esotéricos que visa a explicar o relacionamento entre um Ain Soph ("Sem Fim") imutável, eterno e misterioso e o universo finito e mortal (sua criação). Dentro do judaísmo, forma as bases da interpretação religiosa mística.
A cabala se desenvolveu originalmente inteiramente dentro do âmbito do pensamento judaico. Os cabalistas, frequentemente, usam fontes clássicas judaicas para explicar e demonstrar seus ensinamentos esotéricos. Esses ensinamentos, então, são mantidos por seguidores no judaísmo para definir o significado interior tanto da Bíblia hebraica quanto da literatura rabínica tradicional, bem como sua dimensão transmitida anteriormente oculta, e para explicar o significado das observâncias religiosas judaicas.
A cabala emergiu, depois de formas iniciais de misticismo judaico, nos séculos XII e XIII no sul da França e Espanha, sendo reinterpretada na renascença mística judaica do século XVI na Palestina Otomana. Foi popularizada na forma do judaísmo chassídico do século XVIII em diante. No século XX, o interesse pela cabala inspirou um reavivamento judaico interdenominacional e contribuiu para ampliar a espiritualidade contemporânea não judaica, e também serviu para engajar seu florescimento e reênfase histórica através da investigação acadêmica recentemente estabelecida. 

### Misticismo islâmico
Considera-se que o sufismo é a dimensão interior e mística do islã. Clássicos acadêmicos sufistas definiram sufismo comoː 

[Uma] ciência cujo objetivo é a reparação do coração e seu afastamento de tudo que não é Deus.
Um praticante dessa tradição é, atualmente, conhecido como um ṣūfī (صُوفِيّ), ou, num uso anterior, um dervixe. A origem da palavra "sufi" é ambígua. Uma interpretação diz que sufi significa "aquele que veste lã"; durante o islamismo inicial, existiam ascetas piedosos que se vestiam de lã e se retiravam da vida urbana. Uma outra explicação é que a palavra sufi significa "pureza".
Geralmente, os sufis pertencem a uma khalqa, um círculo ou grupo, liderado por um Sheikh ou Murshid. Os círculos sufis, geralmente, pertencem a uma tariqa, que é a ordem sufi. Cada uma tem uma silsila, que é a linhagem espiritual, que registra sua sucessão desde notáveis sufis do passado, até chegar ao último profeta, Maomé, ou a um de seus colaboradores mais próximos. Os turuq (plural de tariqa) não ficam confinados como as ordens monásticas cristãs; seus membros mantêm uma vida externa. O pertencimento a uma ordem sufi segue as linhagens familiares. Os encontros podem ou não ser segregados, de acordo com o costume prevalecente na sociedade circundante. A fé muçulmana é sempre um pré-requisito para a entrada.
A prática do sufismo incluiː
- Dhikr, ou lembrança (de Deus), que, frequentemente, acontece na forma de cantos ritmados e exercícios respiratórios;
- Sama, que acontece na forma de música e dança - a dança giratória dos dervixes mevlevis é uma forma bem conhecida no ocidente;
- Muraqaba, ou meditação;
- Visita a lugares sagrados, particularmente túmulos de santos sufis, visando a lembrar a morte e a grandeza dos que já se foram.

Os objetivos do sufismo incluemː a experiência de estados de êxtase (hal), purificação do coração (qalb), a vitória sobre o eu inferior (nafs), extinção da personalidade individual (fana), comunhão com Deus (haqiqa), e conhecimento superior (marifat). Algumas crenças e práticas sufis foram consideradas não ortodoxas por outros muçulmanos; por exemplo, Almançor Alhalaje foi executado por blasfêmia depois de proferir a frase Ana'l Haqq ("eu sou a verdade" (isto é, Deus)) durante um transe.
Alguns sufistas clássicos notáveis foramː Ibn Arabi, Jalaladim Maomé Rumi, Attar de Nixapur, Sultan Bahoo, Saíde Sadique Ali Huceini, Saadi de Xiraz e Hafez, todos eles grandes poetas da língua persa. Omar Caiam, Algazali e Ibn Arabi foram renomados acadêmicos. Abdalcáder Guilani, Moinuddin Chishti, Bahauddin Naqshband e Rumi fundaram grandes ordens. Rabia de Baçorá foi a mais proeminente sufi mulher.
O sufismo teve o primeiro contato com o mundo judaico-cristão durante a ocupação moura da Espanha. Ocorreu uma reavivamento do interesse pelo sufismo em países não muçulmanos durante a era moderna, liderado por figuras como Inayat Khan, Idries Shah (ambos no Reino Unido), René Guénon (França) e Ivan Aguéli (Suécia). O sufismo também tem estado presente há muito tempo em países asiáticos de maioria não muçulmana, como a Índia e a China.

### Religiões indianas

#### Hinduísmo
No hinduísmo, vários Sadhana têm, como objetivo, vencer a ignorância (avidhya) e transcender a identificação limitada com o corpo, mente e ego, para obter a moksha. O hinduísmo tem várias tradições ascéticas e escolas filosóficas interconectadas que têm, como objetivos, a moksha e a aquisição de poderes superiores. Com o início da colonização britânica da Índia, essas tradições passaram a ser interpretadas em termos ocidentais como "misticismo", encontrando termos e práticas ocidentais equivalentes.
Ioga são práticas e disciplinas físicas, mentais e espirituais que visam a obter um estado de paz permanente. Várias tradições de ioga são encontradas no hinduísmo, budismo e jainismo. Os Ioga Sutras definem ioga como "a tranquilização dos estados mutáveis da mente", a qual é obtida no samádi.
O vedanta clássico fornece interpretações filosóficas e comentários sobre os Upanixades, uma vasta coleção de hinos antigos. São conhecidas no mínimo dez escolas de vedanta, das quais Advaita Vedânta, Vishishtadvaita e Dvaita são as mais conhecidas. Advaita Vedânta, como exposto por Shânkara, afirma que não existe diferença entre atman e bramã. A mais conhecida subescola é Kevala Vedanta ou mayavada, como exposto por Shânkara. Advaita Vedânta adquiriu uma ampla aceitação na cultura indiana e fora dela como o exemplo paradigmático da espiritualidade hindu. Em contraste, o Bhedabheda-Vedanta enfatiza que o atmã e o bramã são, ao mesmo tempo, iguais e diferentes entre si, enquanto o Dvaita Vedanta afirma que o atmã e Deus são, fundamentalmente, diferentes. Nos tempos modernos, os Upanixades foram interpretados pelo neovedanta como sendo "místicos".
Várias tradições xivaítas são, fortemente, não dualísticas, como o xivaísmo de Cachemira e o Shaiva Siddhanta. 

#### Tantra
Tantra é o nome dado por acadêmicos a um estilo de meditação e ritual que surgiu na Índia não após o século V. O tantra influenciou as tradições hindus, Bön, budistas e jainistas e se espalhou com o budismo para o leste e sudeste da Ásia. O ritual tântrico procura procura acessar o supramundano através do mundano, identificando o microcosmo com o macrocosmo. O objetivo do tantra é sublimar (mais do que negar) a realidade. O praticante do tantra objetiva usar o prana (energia que flui através do universo, inclusive através do corpo do praticante) para realizar metas espirituais, materiais, ou ambas. A prática do tantra inclui visualização de divindades, mantras e mandalas. Também pode incluir práticas sexuais e antinomianas.

#### Tradição dos santos e siquismo
O misticismo, no darma sique, começou com seu fundador, Guru Nanak, que, quando criança, teve profundas experiências místicas. Guru Nanak enfatizou que Deus precisa ser visto com o "olho interior", ou o "coração", do ser humano. Guru Arjan, o quinto guru sique, adicionou vários místicos de outras religiões no Guru Granth Sahib.
O objetivo do siquismo é tornar-se um com Deus. Os siques meditam como um meio de progredir rumo à iluminação; a meditação simran possibilita uma espécie de comunicação entre o infinito e a finita consciência humana. Não há concentração da respiração, mas principalmente a lembrança de Deus através da recitação do nome de Deus e da rendição à presença de Deus, sempre metaforizada como rendição aos pés do Senhor.

#### Budismo
De acordo com Oliver, o budismo é místico no sentido de que ele objetiva uma identificação com a verdadeira natureza do ser, e viver de acordo com isso. O budismo se originou na Índia, entre os séculos VI e IV a.C., mas atualmente é praticado majoritariamente em outros países, onde se desenvolveu em várias tradições, as principais sendo o teravada, maaiana e vajrayana.
O budismo objetiva a liberação do ciclo de renascimentos através do autocontrole, obtido através da meditação e do comportamento correto. Alguns caminhos budistas objetivam o desenvolvimento e transformação gradual da personalidade rumo ao nirvana, como nos Quatro Estágios da Iluminação do teravada. Outros, como a tradição japonesa do zen rinzai, enfatizam a iluminação repentina, mas também prescrevem treino intensivo, com meditação e autocontenção.
Embora o teravada não reconheça a existência de um Absoluto teístico, ele postula um nirvana como uma realidade transcendente que pode ser atingida. Ele ainda enfatiza a transformação da personalidade através da prática meditativa, autocontenção e comportamento moralmente correto. De acordo com Richard H. Jones, o teravada é uma forma de misticismo no qual a estruturação conceitual das experiências é enfraquecida, e o senso ordinário do si mesmo é enfraquecido. É mais conhecido no ocidente através do movimento Vipassana e de ramos do budismo teravada de Myanmar, Laos, Tailândia e Sri Lanka, e inclui professores budistas dos Estados Unidos como Joseph Goldstein e Jack Kornfield.
A escola maaiana yogacara investiga o funcionamento da mente, afirmando que somente a mente (citta-mātra) ou as representações que nós conhecemos (vijñapti-mātra) realmente existem. No pensamento budista maaiana posterior, que sofreu uma reviravolta idealista, a mente não modificada passou a ser vista como pura consciência, da qual tudo emerge. Vijñapti-mātra, junto com a natureza de Buda ou tathagatagarba, foi um conceito influente no subsequente desenvolvimento do budismo maaiana, não apenas na Índia, mas também na China e no Tibete, principalmente nas tradições zen e Dzogchen.
O zen chinês e japonês se funda na compreensão chinesa da natureza de Buda como sendo a essência de todo ser, e na doutrina das duas verdades como sendo uma polaridade entre a realidade absoluta e a realidade relativa. O zen objetiva uma intuição da verdadeira natureza do ser, ou natureza de buda, consequentemente manifestando a realidade absoluta na realidade relativa. No soto, essa natureza de buda é apresentada como sendo sempre presente, e shikantaza, a meditação sentada, é a expressão da já existente budeidade. O zen rinzai enfatiza a necessidade de uma nova intuição dessa natureza de buda, mas também enfatiza que uma prática mais intensa é necessária para aprofundar essa visão e expressá-la na vida cotidiana, como expresso nos Três Portões Misteriosos de Linji Yixuan, nos Quatro Caminhos de Conhecimento de Hakuin Ekaku, e nas Dez Cenas de Pastoreio. O acadêmico japonês de zen Daisetsu Teitaro Suzuki notou similaridades entre o budismo zen e o misticismo cristão, especialmente o mestre Eckhart.
A tradição tibetana vajrayana se baseia na filosofia madhyamaka e no tantra. Na ioga divina, visualizações de deidades são, eventualmente, dissolvidas, de modo a realizar o inerente vazio de tudo que existe. O dzogchen, que se baseia tanto na escola de budismo tibetano nyingma quanto na tradição bön, foca na visão direta de nossa real natureza. Ele assegura que a "natureza da mente" se manifesta quando alguém alcança a iluminação, se tornando consciente não conceitualmente (rigpa, "presença aberta") da sua própria natureza, "um reconhecimento da sua própria natureza sem princípio". O mahamudra tem similaridades com o dzogchen, enfatizando a abordagem meditacional para a intuição e a liberação.

### Taoismo
A filosofia taoista centra-se no tao, usualmente traduzido como "caminho", um inefável princípio cósmico. Os contrastantes porém interdependentes conceitos de yin e yang também simbolizam harmonia, com as escrituras taoistas sempre enfatizando as virtudes yin da feminilidade, passividade e cessão. A prática taoista inclui exercícios e rituais que objetivam manipular a energia vital qi, e obter saúde e longevidade. Isso redundou em práticas que são bem conhecidas no ocidente, como o tai chi chuan.

### A secularização do misticismo
Atualmente, também está ocorrendo, no ocidente, aquilo que Richard Jones chama de "secularização do misticismo". É a separação da meditação e outras práticas místicas de seu uso tradicional em modos religiosos de vida, para serem utilizadas apenas com finalidades seculares, relacionadas a benefícios fisiológicos e psicológicos. 

## Abordagens acadêmicas do misticismo e das experiências místicas

### Tipos de misticismo
Robert Charles Zaehner distingue três tipos fundamentais de misticismoː teístico, monístico e natural. A categoria teística inclui a maior parte das formas de misticismo judeu, cristão e muçulmano e alguns exemplos ocasionais hindus, como Ramanuja e o Bhagavad Gita. O tipo monístico, que, de acordo com Zaehner, se baseia numa experiência de unidade com a alma de uma pessoa, inclui escolas budistas e hindus como o sânquia e o Advaita Vedânta. O misticismo natural parece se referir a exemplos que não se encaixam em nenhuma das duas categorias precedentes.
Walter Terence Stace, no seu livro "Misticismo e filosofia" (1960), distinguiu dois tipos de experiência místicaː misticismo extrovertido e misticismo introvertido. Misticismo extrovertido é uma experiência de unidade do mundo externo, enquanto o misticismo introvertido é "uma experiência de unidade desprovida de objetos perceptíveis; é, literalmente, a experiência do nada". A unidade no misticismo extrovertido é com a totalidade dos objetos perceptíveis. Enquanto a percepção permanece contínua, "a unidade brilha através do mesmo mundo"; a unidade no misticismo introvertido é com a consciência pura, desprovida de objetos perceptíveis, "pura consciência unitária, em que a consciência do mundo e da multiplicidade é, completamente, obliterada". De acordo com Stace, tais experiências são não sensuais e não intelectuais, sob uma total "supressão de todo conteúdo empírico".
Stace argumenta que as diferenças doutrinárias entre as tradições religiosas são critérios inapropriados quando se fazem comparações interculturais entre experiências místicas. Stace argumenta que misticismo é parte de um processo de percepção, não interpretação, o que significa que a unidade das experiências místicas é percebida, e só depois é interpretada de acordo com o histórico do observador. Isso pode resultar em diferentes registros do mesmo fenômeno. Enquanto um ateu descreve a unidade como "libertação do recheio empírico", uma pessoa religiosa pode descrevê-la como "Deus" ou "o Divino".

### Experiências místicas
Desde o século XIX, experiência mística evoluiu como um conceito distinto. É relacionado estreitamente com "misticismo", mas enfatiza apenas o aspecto da experiência, seja ela espontânea ou induzida por comportamento humano, enquanto o misticismo abrange um maior espectro de práticas que objetivam a transformação da pessoa, não apenas a indução de experiências místicas.
As Variedades da Experiência Religiosa, de William James, é o livro clássico sobre experiências místicas ou religiosas. Ele influenciou, profundamente, tanto a compreensão popular quanto a acadêmica sobre "experiência religiosa". Ele popularizou o uso da expressão "experiência religiosa", e influenciou a compreensão do misticismo como uma experiência distinta que fornece conhecimento do transcendentalː

Sob a influência de As Variedades da Experiência Religiosa, de William James, centrado fortemente nas experiências de conversão de pessoas, a maior parte do interesse dos filósofos por misticismo tem sido por distintas e alegadamente fornecedoras de conhecimento 'experiências místicas'.
Ainda, Gelman nota que a assim chamada "experiência mística" não é um evento transitório, como William James defendia, mas uma "permanente consciência, acompanhando a pessoa ao longo do dia, ou partes dele. Por essa razão, talvez seja melhor falar de consciência mística, que pode ser tanto fugaz como permanente". A maior parte das tradições místicas alerta contra o apego às experiências místicas, e oferece "uma protetora e hermenêutica estrutura" para acomodar essas experiências. Essas mesmas tradições oferecem os meios para induzir experiências místicas, que podem ter diversas origensː
- espontâneaː tanto aparentemente sem causa, quanto por persistente preocupação existencial, ou por origem neurofisiológica;
- práticas religiosas, como contemplação, meditação e repetição de mantras;
- enteógenos (drogas psicodélicas);
- origens neurofisiológicas, como epilepsia do lobo temporal.

O estudo teórico da experiência mística deslocou-se de uma abordagem experiencial, privada e perenialista para uma abordagem contextual e empírica. A abordagem experientalista vê a experiência mística como a expressão privada de verdades perenes, separadas de seu contexto histórico e cultural. A abordagem contextual, que inclui construcionismo e teoria de atribuição, leva, em conta, o contexto histórico e cultural. A pesquisa neurológica segue uma abordagem empírica, relacionando experiências místicas com processos neurológicos.

### Perenialismoversusconstrucionismo
A expressão "experiência mística" evoluiu como um conceito distinto a partir do século XIX, enfatizando apenas o aspecto experiencial, seja ele espontâneo, seja ele induzido por comportamento humano. Os perenialistas consideram que essas várias tradições experienciais apontam para uma realidade transcendente universal, de que essas tradições são a prova. Nesta abordagem, as experiências místicas são privadas, separadas do contexto da qual emergem. Representantes bem-conhecidos são William James, R.C. Zaehner, William Stace e Robert Forman. A posição perene é "largamente desconsiderada pelos acadêmicos", mas "não perdeu nada de sua popularidade".
Em contraste, desde o final do século XX, a maioria dos acadêmicos tem apoiado uma abordagem construcionista, que afirma que as experiências místicas são totalmente construídas por ideias, práticas e símbolos familiares aos místicos. Críticos da expressão "experiência religiosa" observam que a noção de "experiência religiosa" ou "experiência mística" como marco da verdade religiosa é um desenvolvimento moderno, e pesquisadores contemporâneos de misticismo observam que as experiências místicas são formadas por conceitos "que o místico traz e que moldam sua experiência". O que é experimentado é determinado pelas expectativas e pelo histórico conceitual do místico.
Richard Jones traça uma distinção entre "anticonstrutivismo" e "perenialismo"ː construtivismo pode ser rejeitado no que diz respeito a certa classe de experiências místicas sem a atribuição a uma filosofia perenialista. Se pode rejeitar o construtivismo sem ter de argumentar que as experiências místicas revelam uma intercultural "verdade perene". Por exemplo, um cristão pode rejeitar tanto o construtivismo quanto o perenialismo argumentando que existe uma união com Deus livre de construções culturais. A oposição entre construtivismo e anticonstrutivismo diz respeito à natureza das experiências místicas, enquanto o perenialismo diz respeito às tradições místicas e as tradições que eles esposam.

### Contextualismo e teoria da atribuição
Atualmente, a posição perenialista é "largamente rejeitada pelos acadêmicos", e a abordagem contextual se tornou a abordagem comum. O contextualismo leva, em conta, o contexto histórico e cultural das experiências místicas. A abordagem atributiva vê a "experiência mística" como estados não ordinários de consciência, que são explicados em uma estrutura religiosa. De acordo com Proudfoot, os místicos, inconscientemente, apenas atribuem um conteúdo doutrinário a experiências ordinárias. Ou seja, os místicos projetam conteúdo cognitivo em experiências de outro modo ordinárias que têm um forte impacto emocional. Essa abordagem foi mais desenvolvida por Ann Taves, em sua obra "Experiência religiosa reconsiderada". Ela incorpora tanto a abordagem cultural quanto a neurológica em seu estudo da experiência mística.

### Pesquisa neurológica
A pesquisa neurológica possui uma abordagem empírica, relacionando experiências místicas a processos neurológicos. Isso leva a uma questão filosófica centralː a identificação dos gatilhos neuronais ou correlatos neurais das experiências místicas prova que as experiências místicas são apenas eventos cerebrais, ou ela apenas identifica a atividade cerebral que ocorre durante um evento cognitivo genuíno? As posições mais comuns são que a neurologia reduz as experiências místicas ou que a neurologia é neutra quanto à cognitividade mística.
O interesse em experiências místicas e drogas psicodélicas viu um ressurgimento recentemente.
O lobo temporal parece estar envolvido nas experiências místicas e na mudança de personalidade que pode resultar de tais experiências. Ele gera a sensação de "eu", e dá a sensação de familiaridade ou estranhamento às percepções dos sentidos. Existe uma noção de longa data de que epilepsia e religião estão ligadas, e existem algumas figuras religiosas que podem ter sofrido de epilepsia do lobo temporal.
O lobo da ínsula pode estar envolvido com a inefabilidade, um poderoso sentimento de certeza que não pode ser expresso através de palavras, o que é uma qualidade comum às experiências místicas. De acordo com Picard, esse sentimento de certeza pode ser causado por uma disfunção do lobo da ínsula, uma parte do cérebro que está envolvida com a interocepção, autorreflexão e em evitar incerteza sobre as representações internas do mundo através da "antecipação da resolução da incerteza ou risco".

### Misticismo e moralidade
Uma questão filosófica no estudo do misticismo é a relação do misticismo com a moralidade. Albert Schweitzer apresentou a clássica opinião de que misticismo e moralidade são incompatíveis. Arthur Danto argumentou que a moralidade é incompatível ao menos com o misticismo indiano. Walter Stace, por outro lado, argumentou que misticismo e moralidade são não apenas compatíveis, mas o misticismo também é a fonte e a justificação da moralidade. Outros que estudaram múltiplas tradições místicas concluíram, no entanto, que a relação entre misticismo e moralidade não é tão simples assim.
Richard King também apontou para a disjunção entre "experiência mística" e justiça socialː

A privatização do misticismo - ou seja, a tendência crescente de situar o místico no âmbito psicológico das experiências pessoais - serve para excluí-lo das questões políticas como justiça social. O misticismo passa a ser visto, portanto, como uma maneira pessoal de cultivar estados interiores de tranquilidade e equanimidade, o que, mais do que objetivar transformar o mundo, serve para acomodar o indivíduo no status quo através do alívio da ansiedade e do estresse.